# Люй (деревня)
Люй — деревня в Санчурском муниципальном округе Кировской области.

## География
Расположена на расстоянии примерно 18 км по прямой на восток-северо-восток от райцентра посёлка Санчурск.

## История
Известна с 1873 года как починок при речке Люе (Люйский), где было дворов 16 и жителей 142, в 1905 (уже Люя) 44 и 293, в 1926 (деревня Люй) 70 и 348, в 1950 173 и 382, в 1989 252 человека. С 2006 по 2019 год входила в состав Матвинурского сельского поселения.

## Население
Постоянное население составляло 181 человек (русские 80 %) в 2002 году, 94 — в 2010.